# Out in the Street
Out in the Street è un brano musicale di Bruce Springsteen, proveniente dall'album The River. È la settima traccia sull'album. Tra le ultime canzoni registrate per l'album, originariamente Springsteen avrebbe voluto tenere la canzone fuori dall'album, essendo essa alquanto idealista. Out in the Street è inoltre una delle canzoni chiave di The River sul bisogno di comunità. È una delle canzoni più suonate ai concerti, essendo stata suonata quasi 700 volte.